# Greenwood (Mississippi)
Greenwood ist eine Stadt und Verwaltungssitz des Leflore County im mittleren Nordwesten des US-amerikanischen Bundesstaates Mississippi. Das U.S. Census Bureau hat bei der Volkszählung 2020 eine Einwohnerzahl von 14.490 ermittelt.

## Geografie
Greenwood liegt auf 33°31'7" nördlicher Breite und 90°11'2" westlicher Länge und erstreckt sich über 24,7 km², die sich auf 23,9 km² Land- und 0,8 km² Wasserfläche verteilen.
Greenwood liegt am Zusammenfluss von Tallahatchie River und Yalobusha River zum Yazoo River im Einzugsgebiet des  Mississippi River, der rund 90 km westlich der Stadt die Grenze zu Arkansas bildet.
Nachbarorte von Greenwood sind Browning (7,9 km östlich), Rising Sun (7,4 km südwestlich), Itta Bena (17,8 km westlich), Shellmound (16,6 km nordwestlich) und Teoc (16,6 km nordöstlich).
Die nächstgelegenen größeren Städte sind Memphis in Tennessee (210 km nördlich), Birmingham in Alabama (363 km östlich), Mississippis Hauptstadt Jackson (158 km südlich) und Arkansas’ Hauptstadt Little Rock (331 km nordwestlich).

## Verkehr
Durch Greenwood führt der in west-östlicher Richtung verlaufende U.S. Highway 82, der im Stadtgebiet auf den in Nord-Süd-Richtung verlaufenden U.S. Highway 49E trifft. Daneben treffen diese Straßen auf die State Highways 7 und 430. Der größte Teil des Fernverkehrs wird über eine autobahnähnlich ausgebaute Umgehungsstraße geleitet, die südlich um das Stadtzentrum führt.
15 km östlich von Greenwood liegt der Greenwood-Leflore Airport. Der Flugplatz befindet sich im Besitz der Stadt Greenwood und des Leflore County, obwohl er schon im benachbarten Carroll County liegt.
In Greenwood kreuzen sich die in Nord-Süd-Richtung laufende Bahnstrecke Memphis–Jackson der Canadian National Railway und die Bahnstrecke Columbus–Greenville der Columbus and Greenville Railway. Im Zentrum der Stadt befindet sich eine Amtrak-Station, die von Chicago und New Orleans verbindenden Schnellzügen bedient wird.

## Geschichte
Vor Ankunft europäischer Siedler besiedelten die Choctaw und Chickasaw die Flusslandschaft. 1830 erfolgte durch John Williams die Gründung des Handelspostens Williams Landing. Die Siedlung wuchs schnell und wurde seit dem Jahr 1844 nach dem Choctaw-Häuptling Greenwood LeFlore fortan Greenwood genannt.
Durch die günstige Lage an den Flussläufen entwickelte sich die Stadt zu einem wichtigen Handelsplatz für Baumwolle. Von hier aus wurde Baumwolle nach New Orleans, Memphis und St. Louis verschifft.
Im Amerikanischen Bürgerkrieg kam es im Verlauf der Schlacht um Vicksburg in der Umgebung zu einer Reihe von Kampfhandlungen. Nach dem Krieg in der Phase der Reconstruction lag die Baumwollindustrie weit hinter dem Vorkriegsniveau.
Erst durch den Anschluss an das Eisenbahnnetz in den 1880er Jahren entwickelte sich der Baumwollhandel wieder sehr stark. Diese Entwicklung hielt bis in die 1940er Jahre an.
In den frühen 1960er Jahren war Greenwood eines der Zentren der Bürgerrechtsbewegung. In dieser Zeit wurden hunderte von Teilnehmern gewaltloser Proteste inhaftiert. 1955, nach der wichtigen Entscheidung  Brown v. Board of Education durch den Obersten Gerichtshof, wurde das White Citizens' Council von Robert B. Patterson in Greenwood gegründet. Dabei handelte es sich um eine rassistisch motivierte Vereinigung, die die Rassentrennung verteidigen wollte. 1963 besuchte Martin Luther King die Stadt, woraufhin der Ku Klux Klan Flugblätter verteilte.
Im 21. Jahrhundert erfuhr Greenwood eine kulturelle Renaissance. Ohne den Charakter der Stadt zu verändern, wurden in der Innenstadt zahlreiche Häuser renoviert, und eine Reihe von exclusiven Restaurants, Galerien und Museen siedelten sich dort an.

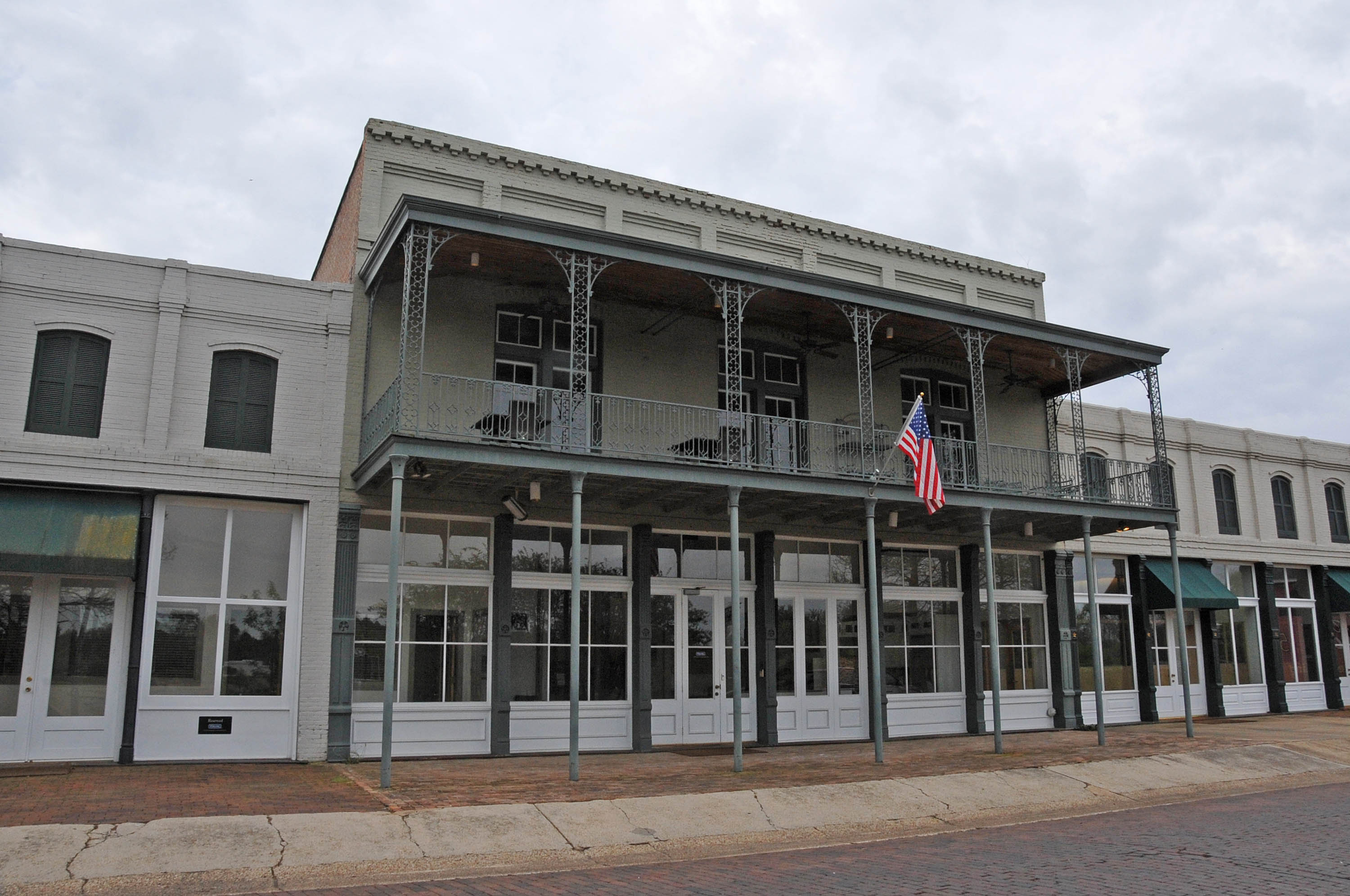
Gebäude im Cotton Row Historic District (Mississippi) (2008)

25 Bauwerke und Stätten in Greenwood sind im National Register of Historic Places (NRHP) eingetragen (Stand 22. Oktober 2019), darunter der Cotton Row Historic District.

## Tourismus
Mit der Revitalisierung der Howard Street in der historischen Innenstadt etablierte sich Greenwood zu einem Touristenziel. Greenwood wird oft als Zentrum des Deltas bezeichnet und als solches auch touristisch vermarktet.

## Demografische Daten
Nach der Volkszählung im Jahr 2010 lebten in Greenwood 15.205 Menschen in 5470 Haushalten. Die Bevölkerungsdichte betrug 636,2 Einwohner pro Quadratkilometer.
Ethnisch betrachtet setzte sich die Bevölkerung zusammen aus 30,7 Prozent Weißen, 67,2 Prozent Afroamerikanern, 0,1 Prozent amerikanischen Ureinwohnern, 0,9 Prozent Asiaten sowie aus anderen ethnischen Gruppen; 0,7 Prozent stammten von zwei oder mehr Ethnien ab. Unabhängig von der ethnischen Zugehörigkeit waren 1,1 Prozent der Bevölkerung spanischer oder lateinamerikanischer Abstammung.
In den 5470 Haushalten lebten statistisch je 2,78 Personen.
27,7 Prozent der Bevölkerung waren unter 18 Jahre alt, 59,7 Prozent waren zwischen 18 und 64 und 12,6 Prozent waren 65 Jahre oder älter. 54,4 Prozent der Bevölkerung war weiblich.

Das jährliche Durchschnittseinkommen eines Haushalts lag bei 24.862 USD. Das Pro-Kopf-Einkommen betrug 15.392 USD. 36,5 Prozent der Einwohner lebten unterhalb der Armutsgrenze.

## Söhne und Töchter des Ortes
- Juanita Moore (1914–2014), Schauspielerin
- Eddie Burks (1931–2005), Blues-Mundharmonikaspieler und Sänger
- Tonea Stewart (* 1947), Schauspielerin
- Nora Jean Bruso (* 1956), Bluessängerin
- Donna Tartt (* 1963), Schriftstellerin